# Erigone edentata
Erigone edentata är en spindelart som beskrevs av Saito och Ono 200. Erigone edentata ingår i släktet Erigone och familjen täckvävarspindlar. Inga underarter finns listade i Catalogue of Life.